# Municipio de Milks Grove
El municipio de Milks Grove (en inglés: Milks Grove Township) es un municipio ubicado en el condado de Iroquois en el estado estadounidense de Illinois. En el año 2010 tenía una población de 214 habitantes y una densidad poblacional de 2,27 personas por km².

## Geografía
Según la Oficina del Censo de los Estados Unidos, el municipio tiene una superficie total de 94.16 km², de la cual 94,16 km² corresponden a tierra firme y (0 %) 0 km² es agua.

## Demografía
Según el censo de 2010, había 214 personas residiendo en el municipio de Milks Grove. La densidad de población era de 2,27 hab./km². De los 214 habitantes, el municipio de Milks Grove estaba compuesto por el 90,65 % blancos, el 6,07 % eran de otras razas y el 3,27 % eran de una mezcla de razas. Del total de la población el 7,94 % eran hispanos o latinos de cualquier raza.